# Schodack (New York)
Schodack est une ville du comté de Rensselaer, dans l'État de New York, aux États-Unis,. En 2010, elle comptait une population de 12 794 habitants.

## Démographie
Lors du recensement de 2010, la ville comptait une population de 12 794 habitants, tandis qu'en 2016, elle est estimée à 13 151 habitants.